# Fedra
|  | Aquest article tracta sobre el mite clàssic de Fedra. Vegeu-ne altres significats a «Fedra (desambiguació)». |

Fedra (en grec antic Φαίδρα) és la filla de Minos i Pasífae, germana d'Ariadna. El seu germà Deucalió la va oferir en matrimoni a Teseu quan aquest regnava a Atenes, encara que ja estava casat amb l'amazona Antíope. Durant el banquet nupcial es produí un atac de les amazones.
Fedra i Teseu van tenir dos fills: Acamant i Demofont, però Fedra es va enamorar del fill que Teseu havia tingut amb Antíope: Hipòlit. El jove, que detestava les dones, va refusar els favors que la seva madrastra li sol·licitava. Fedra, tement que Hipòlit expliqués a Teseu les insinuacions d'ella, va estripar-se el vestit, va trencar la porta de la seva habitació i va afirmar que Hipòlit havia intentat violar-la. Teseu ple de ràbia, però no volent matar el seu fill amb les seves pròpies mans, va recórrer a Posidó, el qual li havia promès satisfer tres desitjos.
Fent cas a Teseu, el déu va enviar un monstre marí que, sortint de les onades quan Hipòlit conduïa un carro a la vora del mar, va espantar als cavalls i va provocar la mort del jove.
Fedra, a causa dels remordiments i la desesperació, es va penjar. El lloc on va passar aquesta llegenda es diu que era Trezè. Eurípides, en les dues tragèdies que va dedicar a aquest tema de les quals només se'n conserva una, Hipòlit, explica de manera diferent el problema de la culpabilitat de Fedra. En una d'elles, diu que Fedra mor després d'haver acusat el seu fillastre i haver-li causat la mort, i en l'altra ella es mata abans de revelar el seu amor. Sèneca també parla de la passió de Fedra en una de les seves tragèdies, Fedra.